# Ron Guidry
Ronald Ames Guidry (/ˈɡɪdri/; nascut el 28 d'agost de 1950), anomenat "El Raig de Louisiana" i "Caiman", és un ex llançador esquerrà de la Major League Baseball. Va jugar toga la seva carrera (14 anys) pels New York Yankees, des de 1975 fins a 1988. Guidry també va fer d'entrenador de l'equip a la temporada 2006.
Guidry va guanyar el AL Cy Young Award el 1978 com a millor llançador de la MLB. També va guanyar cinc Gold Glove Awards i va aparèixer a quatre All-Star games. Guidry va ser capità dels Yankees des de 1986 fins a 1988, i el seu número (el 49) va ser retirat per l'equip.

## Carrera a la Major league
Guidry va néixer a Lafayette, Louisiana, allà va ser llançador de la Universitat del Sud-oest de Louisiana. Va començar la seva carrera llançant poc, a la temporada 1975 i a la 1976. A la 1977, va començar com a llançador reserva, pero en res ja era qui iniciava la rotació. Va ajudar els New York Yankees al campionat de la World Series de 1977 i 1978. En aquests dos anys, Guidry va fer 4-0 a la postemporada amb 3 jocs complets en 5 obertures, permetent només nou carreres netes en 371⁄3 entrades llançades.
El 1978, Guidry va fer un dels millors anys de la seva carrera. El 17 de juny contra els California Angels va superar un record Yankee deixant fora a 18 batejadors.
Per a la temporada, Guidry va fer 25-3, en una temporada que es troba entre les 10 primeres de percentatge en la història del beisbol. L'èxit de Guidry durant 1978 es va deure en gran part a la novetat que mostrava com a llançador.
La 25a victòria de Guidry de la temporada regular va ser la seva obra més significativa, ja que va ser l'artífice en la victòria 5-4 dels Yankees sobre els Red Sox de Boston en un playoff d'un joc en el Fenway Park a Boston per decidir el guanyador de la American League East division. Un mes més tard, els Yankees van guanyar de nou la Sèrie Mundial als Dodgers de Los Angeles.
Durant les següents set temporades, Guidry acumular un rècord de 113-57 de victòries i derrotes. Guidry també va guanyar el Gold Glove Award cinc vegades consecutives (1982-1986). No obstant això, el 1981 va començar a tenir problemes al braç que van afectar dràsticament al seu rendiment. Es va retirar del beisbol el 12 de juliol de 1989, després d'una cirurgia d'espatlla que no va millorar el seu rendiment.
Guidry va ser nomenat el millor llançador esquerrà a The Sporting News. Ja que va participar en els equips de l'All-Star de 1978, 1981, 1983 i 1985. Guidry també va acabar en el top 10 de la Lliga Americana on va ser votat votar sis vegades dins del millor equip (1977-1979, 1981, 1983 i 1985) en nou anys.
Guidry va ser co-capità dels Yankees juntament amb Willie Randolph del 4 març 1986 fins al 12 de juliol de 1989.

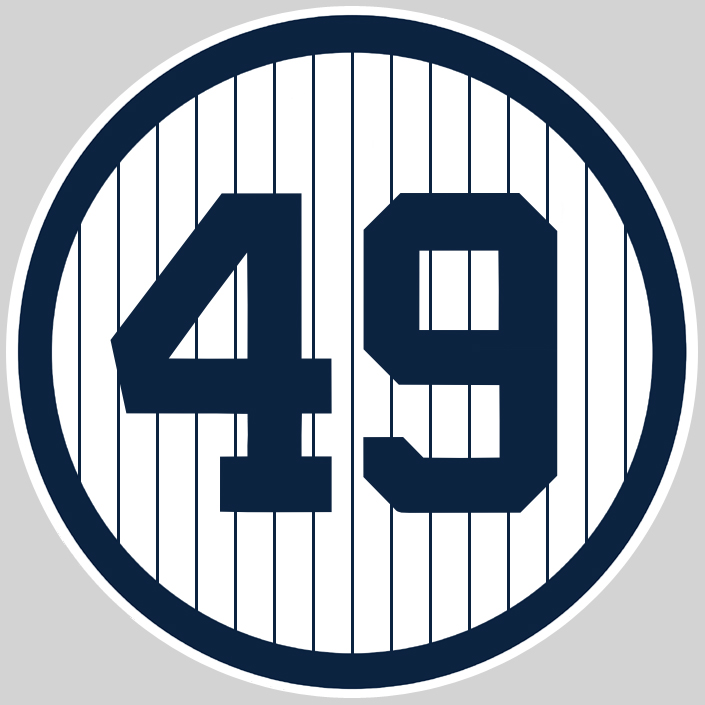
El número 49 de Ron Guidry va ser retirat pels Yankees en honor seu

El seu número 49 va ser retirat el 23 d'agost de 2003. Els Yankees també van dedicar una placa per penjar al  Monument Park del Yankee Stadium. La placa hi ha dos textos, el primer diu "Un llançador dominant i un líder respectat" i el segon "Un veritable Yankee".

## Carrera com a entrenador
Guidry es va unir al cos tècnic de Joe Torre com a entrenador de llançament a la temporada 2006, en substitució de Mel Stottlemyre. Sota l'entrenament de Guidry,els llançadors dels Yankees van gaudir de resultats mixtos, al principi van millorar altament el seu rendiment però després van patir una dabaixada molt forta.
No obstant això, Guidry va ser criticat el 2007, pel fet que el cos de llançadors hagués abaixat el rendiment.
La sortida de Torre dels Yankees després de la temporada 2007 va acabar el mandat de Guidry com a entrenador de llançament. Encara que estava interessat a tornar als Yankees per a la temporada 2008, el nou manager Joe Girardi no li va oferir el lloc. Només va tornar als Yankees com a instructor d'entrenament de primavera
L'ex periodista del New York Times Harvey Araton va escriure un llibre anomenat "Driving Mr. Yogi: Yogi Berra, Ron Guidry, and Baseball's Greatest Gift" que perfila l'amistat que Guidry compta amb l'exentrenador Yogi Berra.